# سحار قطني
السحار القطني ويُسمى أيضًا مَرض الرئة البنية، هو مرض رئوي مهني يصيب في الأغلب العاملين في مصانع نسيج الأقطان. هو مرض انسدادي مزمن في المسالك الهوائية التنفسية، قد يتولد ويتطور لدى العمال المعرضين لغبار القطن، مثل الكتان وأنواع أخرى من النسيج. العمال العاملون في المعالجة الأولية للقطن الخام أكثر عرضة للإصابة بهذا المرض، ومن الأشخاص الأخرين. في المرحلة الصعبة من المرض يطرأ انخفاض ثابت في قدرة الرئتين على التنفس.

## الأسباب
لا تسبب كل الأغبرة العضوية المستنشقة ارتشاحاً خلالياً، أسباب الإصابة هي استنشاق غبار القطن الموجود في المكان التي تجري فيه عملية تصنيع القطن أو حتى في عملية قطافه إذا لم يكن الإنسان يضع كمامات للوقاية من غباره. حيث أن غبار القطن يحتوي على ذرات الأوراق الصغيرة التي تحيط بلوزة القطن مع أجزاء أخرى من النبات هذه الذرات هي السبب الرئيس في مرض الرئة البُنِّيَّة. وقد تحدث هذه الحالة أيضًا لاستنشاق أجزاء من نباتات ألياف الكتان والحشائش.

## الأعراض
إنّ الآفة البدئية الناجمة عن استنشاق غبار القطن في السحار القطني هي التهاب قصيبات حاد مترافق بأعراض وعلامات انسداد طرق هوائية معمم والذي أكثر ما ينسجم مع الربو، وتميل الأعراض بشكل بدئي للتكرر بعد انقضاء عطلة نهاية الأسبوع (حمى يوم الاثنين)، لكن تصبح في نهاية الأمر دائمة ومستمرة، ولا يوجد عادةً شذوذ شعاعي، ويحدث الشفاء عادةً بعد استبعاد وإزالة مصادر الغبار، ويكون معدل حدوث السحار القطني أكبر لدى المدخنين مقارنةً بغير المدخنين تظهر أعراض هذا المرض بعد شهور أو سنين من تعرُّض العمال لغبار القطن. والأعراض هي قصر في التنفس والشعور بضيق في الصدر مصحوبًا بالسعال في حالات عديدة.
وفي البداية، تظهر الأعراض في اليوم الأول بعد العودة إلى العمل من العطلة الأسبوعية أو الإجازة، وقد تمتد الأعراض لتشمل الأسبوع كله. وقد يؤدي التعرض المستمر لغبار القطن إلى فقدان القدرة على التنفس وخصوصًا القدرة على الزفير.
يشخِّص الأطباء مرض الرئة البُنِّية من الأعراض التي تظهر على المريض مدة عمله، وكذلك ملاحظة قلة القدرة على التنفس، وذلك بعد التعرض لغبار القطن. وعلى الرغم من اسمه، فإن مرض الرئة البُنِّيَّة لا يسبب تغييراً في لون الرئة.
وقد أصبح مرض الرئة البُنِّية أقل انتشاراً في الفترة الأخيرة، وذلك بسبب التقدم العلمي والتكنلوجي في صناعة النسيج.